# 願君勿死
《願君勿死》（日语：君死ニタマフ事ナカレ），又譯《願君多珍重》，是由横尾太郎原作、森山大輔作畫的日本漫畫作品。於《月刊BIG GANGAN》2015年1月號開始連載。

## 大綱
在現今的日本，超能力已被開發。為了用作軍事發展，政府剛成立了「特殊能力高等學校」，以培育出色的超能力者。連戰爭為何物都不知曉的學生被逼到戰場上作戰，黑暗的激鬥就此拉開帷幕！

## 登場人物
真白
本作女主角，為接近戰鬥科一年級生。擁有身體強化的特殊能力。
黑井
本作男主角，為接近戰鬥科一年級生。實際上沒有特殊能力，靠著催眠術作為武器。希望作為真白的「黑暗騎士」而活著。
淺蔥
搜敵輔助科一年級生。擁有超記憶和超預測的特殊能力。其特殊能力的代價為腦退化。
牡丹
接近戰鬥科三年級生。學校的學生會副會長。於戰場上喪失了左手。
水柿
遠距離戰鬥科三年級生。
薄木
接近戰鬥科三年級生。學校的學生會會長。已於戰場上喪生。

## 專用名詞
特殊能力高等學校
為作軍事發展，日本成立此校以培育出色的超能力者。學生會根據其特殊能力被分派至不同「科」。分別為「接近戰鬥科」、「遠距離戰鬥科」以及「搜敵輔助科」。

## 出版書籍

- 原作：橫尾太郎、作畫：森山大輔、制服設計原案：倉花千夏

 史克威爾艾尼克斯
1. 2015年10月24日發售 （ISBN 978-4-7575-4779-7）
2. 2015年11月25日發售 （ISBN 978-4-7575-4812-1）
3. 2016年7月25日發售 （ISBN 978-4-7575-5064-3）[2]
4. 2017年4月25日發售 （ISBN 978-4-7575-5297-5）
5. 2017年11月25日發售 （ISBN 978-4-7575-5536-5）
6. 2018年6月25日發售 （ISBN 978-4-7575-5767-3）
7. 2019年1月25日發售 （ISBN 978-4-7575-5988-2）
8. 2019年8月24日發售 （ISBN 978-4-7575-6261-5）
9. 2020年3月25日發售 （ISBN 978-4-7575-6580-7）
10. 2020年10月24日發售 （ISBN 978-4-7575-6915-7）

## 外部連結
- 君死ニタマフ事ナカレ（月刊BIG GANGAN） （页面存档备份，存于）